# Paul Beauchamp
Pour les articles homonymes, voir Beauchamp.
Paul Beauchamp (1924-2001) est un jésuite, théologien et exégète français, spécialiste de l'Écriture sainte et de la théologie biblique.

## Biographie
Né en 1925 à Tours, il entre en 1941 au noviciat de la Compagnie de Jésus à Laval. En 1948 il part pour la Chine où il reste jusqu’en 1951. Tout au long de sa vie, il gardera une grande sensibilité envers ce pays, comme en témoignent quelques publications. Ordonné prêtre en 1954, il séjourne ensuite à l'Institut biblique de Jérusalem, puis à Rome. Docteur en exégèse biblique, sa vie d’enseignement se partagera entre la Faculté jésuite de théologie de Fourvière, puis le Centre Sèvres à Paris, où il forme des générations d'étudiants. Il meurt le 23 avril 2001.

## Pensée
Sa pensée prend comme axe de réflexion privilégié le rapport des deux grandes parties de la Bible chrétienne, l'Ancien et le Nouveau Testament. Mentionnons les deux tomes de L'un et l'autre Testaments (voir dans ses publications, 1977 et 1990).
Il se soucie également des rapports entre la Bible et les différentes cultures. Selon lui, la Bible a quelque chose à dire à tous les milieux professionnels, dans toutes les situations, dans tous les pays.
Pour ce qui touche aux outils, il s'intéresse à l'éclairage nouveau qu'apporterait le développement des sciences du langage et des formes littéraires, comme en témoignent en particulier sa thèse de doctorat Création et séparation (en 1969) et Le Récit, la Lettre et le Corps (1982, 1992²).
À plusieurs reprises, Paul Beauchamp reconnaîtra la correspondance de sa pensée d'avec celle de Paul Ricœur.
Le bibliste Roland Meynet a fait partie de ses élèves.

## Publications

### 1962-1965
- 1962 : Articles « Ennemi », « Honte », « Ivresse », « Prière », « Prophète », « Rire », dans Xavier Léon-Dufour, Jean Duplacy, Augustin George, Pierre Grelot, Jacques Guillet, Marc-François Lacan, Vocabulaire de théologie biblique, Cerf, Coll. « Instruments bibliques », (2005 pour la 10e éd.).  (ISBN 2204017205)
- 1962 : Articles « Lecture chrétienne de la Bible », « Les difficultés de la Bible (1) et (2) », « La Bible lue par les saints : Thérèse de Lisieux », dans la revue Vie chrétienne.
- 1963 : « Sagesse biblique et intelligence », dans la revue Christus n°38, p. 178-194.
- 1963 : Articles « Péché et sainte Écriture », « Bible et vérité », « L'Ancien Testament et les biens d'en bas », « Moïse vous a dit ... moi, je vous dis », « L'antisémitisme », « Faut-il lire la Bible ? », dans la revue Vie chrétienne.
- 1963 : compte rendu substantiel de Paul Lamarche Zacharie IX-XIV. Structure littéraire et messianisme, dans Recherches de science religieuse n°51, p. 166-171.
- 1963 : compte rendu de Œuvres de Philon dans Biblica n°44, p. 537-539.
- 1964 : Articles « Le salut corporel des justes et la conclusion du livre de la Sagesse », « Le prophétisme et son principe d'explication » (compte-rendu de J. Lindblom, Prophecy in Ancient Israël), dans la revue Biblica.
- 1964 : « Ouvrir le livre en face du peuple », dans la revue Christus n°42, p. 160-173.
- 1964 : « L'Église et le peuple juif », dans la revue Études n°42, p. 249-268.
- 1965 : « Le métier d'exégète », dans la revue Choisir n°65, p. 24-26.
- 1965 : Compte rendu de Werner H. Schmidt, Die Schöpfungsgeschichte der Priesterschrift dans Biblica n°46, p. 75-78.

### 1966-1970
- 1966 : Le principe de séparation et de différenciation dans la cosmologie de l'Ancien Testament à partir de Genèse 1, 1 - 2, 4a, thèse de doctorat soutenue à l'Institut biblique de Rome dont la première partie a été reprise dans Création et séparation, 1969 (voir plus loin).
- 1966 : Articles « Plaintes et louange dans les Psaumes », dans la revue Christus n°46, p. 65-82.
- 1967 : « La cosmologie religieuse de Philon et la lecture de l'Exode par le livre de la Sagesse : le thème de la manne », dans Philon d'Alexandrie, Colloques nationaux du CNRS, p. 207-218.
- 1967 : Articles « Le message biblique et notre passé », dans la revue Christus n°53, p. 23-36.
- 1969 : Création et Séparation, Étude exégétique du chapitre premier de la Genèse, Aubier Montaigne, Cerf, Delachaux et Niestlé, Desclée De Brouwer (Bibliothèque de Sciences religieuses), Paris, 422 p.
- 1970 : Le Deutéro-Isaïe dans le cadre de l'Alliance, Profac, Coll. « Cours, travaux et conférences de Fourvière », Lyon (repris dans Médiasèvres n°51).
- 1970 : « Propositions sur l'Alliance de l'Ancien Testament comme structure centrale », dans la revue Recherches de Science Religieuse n°58, p.161-194.
- 1970 : « À travers Canaan », dans la revue Christus n°66, p. 150-162.
- 1970 : « Pauvreté évangélique et catégorie de don », dans la revue Recherche sociale n°30, p. 46-51.

### 1971-1975
- 1971 : « La figure dans l'un et l'autre Testament », dans la revue Recherches de Science Religieuse n°59, p.209-224 (repris dans : Le Récit, la lettre et le Corps, 1982 et 1992).
- 1971 : « Le Dieu du Décalogue », dans la revue Christus n°72, p. 534-544.
- 1971 : « Vous êtes, tous, les invités de l'Alliance : Is 55, 1-3 », dans la revue Assemblées du Seigneur n°49, p. 6-11.
- 1972 : « L'analyse structurale et l'exégèse biblique » dans Supplements to Vetus Testamentum. Congress Volume (Uppsala 1971), Brill, Leyde, p. 113-128.
- 1972 : « Vivre deux fois : Aspects de l'histoire dans l'Ancien Testament », dans la revue Christus n°76, p. 509-519.
- 1972 : « Au commencement, Dieu créa le ciel et la terre : Gn 1 - 2 », dans la revue Assemblées du Seigneur n°22, p. 4-12.
- 1972 : « Création et Parole », dans la revue Résurrection n°37, p. 11-17.
- 1973 : « Testament (Ancien) », dans Encyclopædia Universalis, Paris.
- 1973 : « Quelques faits d'écriture dans la poésie biblique », dans la revue Recherches de Science Religieuse n°61, p. 127-138.
- 1973 : « État et méthode de l'exégèse », dans la revue Esprit n°37, p. 843-859.
- 1973 : Articles « Comment le péché entra dans le monde », « Aux jours de Noé, la nouvelle alliance, Gn 9 » dans la revue Assemblées du Seigneur n°14, p.7-12 & p.15-20.
- 1973 : « La Prophétie d'hier », dans la revue Lumière et vie n°115, p. 4-24.
- 1973 : « Les Psaumes école de prière», dans la revue Église qui chante n°127-128, p. 4-11.
- 1974 : « Les Psaumes aujourd'hui : pratique et problèmes de la traduction », dans la revue La Maison-Dieu n°118, p. 49-75.
- 1975 : « Introduction à cinq textes sapientiaux », Médiasèvres, Paris.
- 1975 : « L'interprétation figurative et ses présupposés », dans la revue Recherches de Science Religieuse n°63, p. 299-312.
- 1975 : « Travail et non-travail dans la Bible », dans la revue Lumière et vie n°124, p. 59-70.

### 1976-1980
- 1976 : « Bulletin d'exégèse de l'Ancien Testament », dans la revue Recherches de Science Religieuse n°64, p. 517-540.
- 1977 : L'Un et l'Autre Testament, Essai de lecture Vol. 1, Seuil, coll. "Paroles de Dieu", Paris, 320 p.
- 1977 : Ley, Profetas, Sabios ; Lectura Sincrónica del Antiguo Testamento, Éd. Cristiandad, Madrid.
- 1977 : Articles « Ouvrir les Psaumes », « Prière de tous en un seul », « Terre épaisse des Psaumes », « Les Psaumes du Christ et les nôtres », « Accomplissement des Écritures », « Au milieu des ennemis », dans la revue Religieuses dans les professions de santé (repris dans Paumes Nuit et Jour, 1980).
- 1977 : « Exégèse aujourd'hui : histoire et grammaire », dans la revue Les Quatre Fleuves (Lectures nouvelles de la Bible) n°7, p. 68-81 (repris dans : Le Récit, la Lettre et le Corps, 1982 et 1992).
- 1977 : « Jésus-Christ n'est pas seul », dans la revue Recherches de Science Religieuse n°65, p.243-278, repris dans Le Récit, la Lettre et le Corps, 1982 et 1992.
- 1977 : « Lire la Bible », dans la revue Documents Épiscopat n°9.
- 1977 : Articles « Dieu et la promesse de vie », « Le désir de vie », « De toujours à toujours, la louange », « La louange à l'épreuve » dans la revue Recherches. Conscience chrétienne et handicap.
- 1978 : Articles « Le système du mal », « Les images du salut : libération pascale », « Louange et salut : sur les ailes de la louange », « Louange pour commencer », « Louange pour finir… mais maintenant ? », « Prière et chemin du Royaume », dans la revue Religieuses dans les professions de santé (repris dans Paumes Nuit et Jour, 1980).
- 1978 : Articles « La prière et le corps », « Le malade en procès », « L'homme sauvé du péché », dans la revue Recherches. Conscience chrétienne et handicap.
- 1978 : « L'Esprit Saint et l'Écriture biblique », dans la revue L'Esprit Saint, Publications des Facultés universitaires Saint-Louis, Bruxelles, p.39-63 (repris dans Le Récit, la Lettre et le Corps, 1982 et 1992).
- 1978 : « Épouser la Sagesse ou n'épouser qu'elle ? Une énigme du livre de la Sagesse » dans La sagesse de l'Ancien Testament, Journées bibliques 1977, Leuven University Press, Coll. Bibliotheca Ephemeridum Theologicarum Lovaniensium n° LI, (2e éd. 1990) Louvain, p.347-369.
- 1978 : « La prière à l'école des Psaumes », dans la revue Études, janvier, p.101-114.
- 1979 : Articles « Bulletin d'exégèse de l'Ancien Testament », « Pour une théologie de la lettre », dans la revue Recherches de science religieuse, n°67, p.255-288 & 481-494.
- 1979 : « Le Psalmiste et ses ennemis. Attention : obstacle ! », dans la revue Célébrer. Notes de pastorale liturgique n°140, p.23-24.
- 1979 : « Isaïe, l'Emmanuel et nous », dans la revue Source de vie n°170, p.4-6.
- 1979 : « Le Corps et l'Espérance. Vie et mort dans la Bible », dans Les Vivants et la Mort, X, bulletin dactylographié du Centre Lacordaire, Montpellier, p.1-17.
- 1979 : « Le vrai pain », dans la revue Recherches. Conscience chrétienne et handicap n°17, p.26-27 (repris dans Paumes Nuit et Jour, 1980).
- 1979 : « Comprendre l'Ancien Testament », compte rendu de A.H.J. Gunneweg, Vom Verstehen des Alten Testaments dans la revue Recherches de science religieuse, n°67, p.45-58.
- 1980 : Psaumes nuit et jour, Seuil, Paris, 254 p. - rééd. 2015
- 1980 : Articles « Création », « Alliance », dans G. Gilson & B. Sesboüé, Parole de foi, Paroles d'Église, Droguet-Ardant, Limoges.
- 1980 : Préface à O. Odelain & R. Séguineau, Concordance de la Bible. Les Psaumes, Desclée de Brouwer, 1980.
- 1980 : « Église catholique et Chine 1980 », dans la revue Études, janvier-juin, p.679-689.
- 1980 : « La Chine 30 ans après », dans la revue Aujourd'hui la Chine. Revue des amitiés franco-chinoises n°18, juin, p.6-7.
- 1980 : « Bulletin d'exégèse de l'Ancien Testament », dans la revue Recherches de science religieuse, n°68, p.591-612.

### 1981-1985
- 1981 : « Être un héritier de la Bible, Le trait d'union judéo-chrétien », dans la revue Études, février, p.239-255 (article repris dans « Qu'est-ce qu'être héritier de la Bible aujourd'hui », 1982).
- 1981 : « L'étranger selon l'alliance biblique », dans la revue Migrations et pastorale, n°142, p.25-28.
- 1981 : « La Bible, Parole de Dieu, Parole d'homme » (en russe), dans la revue Simvol de la Bibliothèque slave de Paris, n°6, p.11-82.
- 1981 : Los Salmos Noche y Dia, (traduction espagnole de Psaumes nuit et jour, 1980), Éd. Cristiandad, Coll. Biblia y Lenguage n°8, Madrid.
- 1982 : Le Récit, la Lettre et le Corps, Essais bibliques, Cerf, Coll. Cogitatio Fidei n°114, Paris.  (ISBN 2204019186).
- 1982 : « Théologie biblique », dans Initiation à la pratique de la théologie, t.1, Introduction, Cerf, Paris.
- 1982 : « Critique et lecture : tendances actuelles de l'exégèse biblique », dans Colloque des intellectuels juifs. La Bible au présent, Gallimard, p.241-275.
- 1982 : « Qu'est-ce qu'être héritier de la Bible aujourd'hui ? », dans le numéro hors-série Juifs et chrétiens face au néo-paganisme de la revue Sens. Juifs et chrétiens dans le monde d'aujourd'hui, mars, p.75-89.
- 1982 : « Dernières nouvelles de l'Église de Chine », dans la revue Études, janvier, p.99-114.
- 1982 : « Nécessité de l'Ancien Testament pour l'inculturation de l'Évangile », dans la revue Axes XIV, février-mars, p.3-10.
- 1982 : « Bulletin d'exégèse de l'Ancien Testament », dans la revue Recherches de science religieuse, n°70, p.343-378.
- 1983 : « The Role of the Old Testament in the Process of Building up Local Churches », dans Bible and Inculturation (Inculturation : Working Papers on Living Faith and Culture), PUG, Rome.
- 1983 : « Continuité et discontinuité de l'Église et de la Synagogue », dans Les Premiers Chrétiens. Historiens et Exégètes à Radio Canada, Bellarmin - Cerf, Montréal - Paris.
- 1983 : Article « Mîn » (« Espèce »), dans Theologisches Wörterbuch zum Alten Testament, Kohlhammer, Stuttgart.
- 1983 : Articles « L'arrêt du travail et l'image de Dieu dans la Bible», dans la revue Religieuses dans les professions de santé n°293, p.28-33 (repris dans la revue Vie Chrétienne n°268, p.4-9).
- 1983 : « Jean-Paul II et la Chine » dans la revue Études, p.391-400.
- 1983 : « Bulletin d'exégèse de l'Ancien Testament », dans la revue Recherches de science religieuse, n°71, p.521-538.
- 1983 : Salmi notte e giorno (traduction italienne de Psaumes nuit et jour), Citadella Editrice, Assise.
- 1983 : Ich rufe zu dir bei Tag und bei Nacht (traduction allemande de Psaumes nuit et jour), Patmos Verlag, Düsseldorf.
- 1984 : « L'image de Ricci à la question », dans la revue Recherches de science religieuse, n°72, p.11-16.
- 1984 : « Récit biblique et rencontre interculturelle », dans la revue Lumière et vie n°168 p.5-17.
- 1984 : Articles « La Bible parole de Dieu et parole de l'homme », « Nouveau profil du lecteur de la Bible », (provenant de conférences à l'église Saint-Ignace) dans la revue Croire aujourd'hui p.603-616 & 644-656 ; et repris en 1987 dans la revue Parler d'Écritures saintes.
- 1984 : « Bulletin d'exégèse de l'Ancien Testament », dans la revue Recherches de science religieuse, n°72, p.85-98.
- 1985 : « Le récit et la transformation du peuple de l'Alliance » dans J. Doré (dir.) Dieu, Église,Société, éd.du Centurion, Paris.
- 1985 : Articles « Narrativité et théologie dans les récits de la Passion », « Bulletin d'exégèse de l'Ancien Testament », dans la revue Recherches de science religieuse, n°73, p.39-59 (repris dans Le Récit, la Lettre et le Corps, 1992 2e éd.), et 503-526.
- 1985 : Articles « Un livre au pluriel », « Un livre un et multiple », « La Bible : Adam », « La Bible : Abraham, l'Exode, Balaam », « La Bible, Israël et les Nations », dans la revue Croire aujourd'hui.
- 1985 : L'uno e l'Altro Testamento, Saggio di lettura, (traduction italienne de L'un et l'Autre Testament), avec préface pour cette édition, Paideia Editrice, Brescia.
- 1985 : Psalmy nocą i dniem, (traduction polonaise de Psaumes nuit et jour), Bibl. Przegladu Powszechnego, Varsovie.

### 1986-1990
- 1986 : « Création et fondation de la Loi : Gn 1,29ss. » dans La Création dans la Bible et l'Ancien Orient, Cerf, Coll. Lectio Divina n°127, Paris, p. 139-182.
- 1986 : « Pour une stylistique de l'accomplissement », dans Éclatement des savoirs et nouvelles cohérences, Actes du colloque de nov. 1984, Médiasèvres, Paris, p.45-56.
- 1986 : « Violence et Bible : la prière contre les ennemis dans les Psaumes », Documents Épiscopat n°11.
- 1986 : « Au commencement, Dieu parle, ou les Sept jours de la création », dans la revue Études, n°365-1-2, p.105-116.
- 1986 : « Le roi, fils de David et fils d'Adam, Messianisme et médiation », dans la revue Lumière et vie n°178, p.55-66.
- 1986 : « Moïse d'osier » dans le catalogue de la galerie Clivages (Paris), pour l'exposition des toiles de Guy Le Meaux.
- 1987 : Parler d'Écritures Saintes, Éditions du Seuil, Paris.
- 1987 : Articles « Au cœur de la Loi, le Décalogue », « La Bible commente le Décalogue », « La Loi du Décalogue et l'image de Dieu », « L'homme riche », dans la revue Croire aujourd'hui.
- 1987 : « Chine : une Église ou deux ? », dans la revue Études, n°?, p.663-674.
- 1987 : « La création des vivants et de la femme. Lecture allégorique de Gn 2, 15-24 », dans La vie de la Parole, de l'Ancien au Nouveau Testament. Études offertes à Pierre Grelot, Desclée, Paris, p.107-120.
- 1988 : « Matthieu et l'héritage d'Israël » dans la revue Recherches de science religieuse, n°76-1, p.5-38.
- 1988 : « La Bible et les formes du langage, ou le texte du pardon (Daniel 9) », dans la revue Esprit, n° spécial en l'honneur de Paul Ricœur, p.199-212 (repris dans : Le Récit, la Lettre et le Corps, 1992).
- 1989 : « Lectures et relectures du quatrième chant du Serviteur d'Isaïe à Jean » dans The book of Isaïah. Le livre d'Isaïe, Journées bibliques, Leuven University Press, Coll. Bibliotheca Ephemeridum Theologicarum Lovaniensium n°LXXXI, Louvain, p.325-355.
- 1989 : « Paraboles de Jésus, vie de Jésus : l'encadrement évangélique et scripturaire des paraboles (Mc 4,1-34) », dans Les Paraboles évangéliques,perspectives nouvelles, congrès ACFEB 1987, Cerf, Coll. Lectio divina n°135, p.151-170.
- 1989 : « La Création, acte personnel d'un Dieu qui se nomme », dans la revue Unité des chrétiens n°75, p.14-19.
- 1989 : Préface à Roland Meynet, L'Analyse rhétorique. Une nouvelle méthode pour comprendre la Bible, Cerf, Coll. Initiation, Paris.  (ISBN 220404024X).
- 1989 : Hablar de Escrituras Santas. Perfil del lector actual de la Biblia, traduction espagnole de Parler d'Écritures Saintes (1987), Herder, Barcelone.
- 1990 : L'Un et l'Autre Testament, Vol. 2 : Accomplir les Écritures, Éditions du Seuil, Coll. " Paroles de Dieu " n°28, Paris  (ISBN 2020114240).
- 1990 : « Je ne suis pas seul : Le Père est avec moi (Jn 16, 32) », dans la revue Partage n°46, p.6-7.
- 1990 : « Typologie et "figures" du lecteur » dans la revue Recherches de science religieuse, n°78-2, p.221-232.

### 1991-1995
- 1991 : « Chemins bibliques de la Révélation trinitaire », dans Monothéisme et Trinité, Publications des Facultés universitaires Saint-Louis, n°52, p.15-40 (repris dans : Le Récit, la Lettre et le Corps, 1992).  (ISBN 2802800787).
- 1991 : « Le peuple juif et les Nations à partir de l'Ancien Testament » dans le bulletin XXVI du Pontificium concilium pro dialogo inter religiones n°1, p.43-60.
- 1991 : « La violence dans la Bible » (en collaboration avec Denis Vasse), revue Cahiers Évangile n°76.
- 1991 : « Le genre littéraire apocalyptique » dans L'apocalyptique (session septembre 1990), Médiasèvres, p.31-52.
- 1991 : « Un projet exégétique aujourd'hui » (en roumain), revue Cronica, Iasi.
- 1991 : « Les chrétiens et l'Ancien Testament » dans la revue Cahiers pour croire aujourd'hui n°79, p.19-24 (traduction italienne dans la revue SIDIC vol. XXIV n°1 p.1-5).
- 1991 : « La Loi et les instances du pouvoir dans l'Israël biblique » dans Pouvoir et loi, actes du colloque de janvier 1991, groupe « Culture et foi », Chrétiens-Médias, Tours, p.38-49.
- 1992 : Le Récit, la Lettre et le Corps, Cerf, Coll. " Cogitatio fidei " n°114, 2e éd. augm. d'une préface et de trois chapitres, Paris.  (ISBN 2204046620).
- 1992 : « Le possédé de Gérasa : Mc 5, 1-20 », dans La Guérison du corps, Médiasèvres, p.86-94.
- 1992 : « Présentation d'un schéma de cours : la notion d'accomplissement », dans L'Enseignement de l'Écriture sainte. Bulletin de Saint-Sulpice n°18, p.180-193.
- 1992 : « Le signe des pains », dans la revue Lumière et vie. Les signes et croix chez saint Jean n°209, p.55-67.
- 1992 : « Accomplir les Écritures. Un chemin de théologie Biblique », dans la Revue biblique. Centenaire 1892-1992 n°99, p.132-162.
- 1992 : « L'exégèse actuelle devant un évangile de la Résurrection », dans Qu'est-ce que croire aujourd'hui ? Les Cahiers d'Aléthé, p.81-107.
- 1992 : « Le Pentateuque et la lecture typologique », dans Pierre Haudebert (Dir.), Le Pentateuque, Recherches et débats (XIVe Congrès ACFEB 1992), Cerf, Coll. Lectio divina n°151, Paris, p.51-74.  (ISBN 2204045500).
- 1992 : « Chrétiens chinois tournés vers l'aube », dans la revue Études, p.105-114.
- 1992 : « L'apport des différents méthodes d'exégèse dans une faculté de théologie », dans Joseph Doré (dir.), Les Cent Ans de la Faculté de théologie, Beauchesne, Coll. Sciences théologiques et religieuse n°1, Paris, p. 207-212.  (ISBN 270101249X).
- 1992 : « L'histoire biblique de la chair », dans la revue Cahiers pour croire aujourd'hui n°111, p.27-32.
- 1992 : All'Inizio, Dio Parla : itinerari biblici, Edizioni ADP, Coll. Bibbia e Preghiera n°14 (recueil d'articles précédemment publiés, mais non rassemblés en français), Rome.  (ISBN 887357114X).
- 1993 : « Le Proverbe et le répons » dans L. Panier (Dir.), Centre d'Analyse du Discours Religieux, Le temps de la lecture, Exégèse biblique et sémiotique : recueil d'hommages pour Jean Delorme, Cerf, Coll. Lectio divina n°155, p.361-380.  (ISBN 2204048267).
- 1993 : « Sur deux mots de l'Ecclésiastique : Si 43, 27b » dans Joseph Doré et Christoph Theobald (Dir.), Penser la foi : recherches en théologie aujourd'hui : mélanges offerts à Joseph Moingt, Cerf-Assas Éditions, p.15-25.  (ISBN 2204048631).
- 1993 : « Exégèse typologique, exégèse d'aujourd'hui » dans la revue Connaissance des Pères de l'Église n°51, p.19-20.
- 1993 : Articles « Juifs et chrétiens », « Seigneur, ouvre mes lèvres » dans la revue Cahiers pour croire aujourd'hui n°115 et 125.
- 1993 : « La violencia en la Biblia » (traduction espagnole de « La violence dans la Bible »), Verbo Divino, Coll. Cuadernos biblicos n°76, Estella.
- 1993 : Hovory O Pismu svatém (traduction de Parler d'Écritures sainte), Caska Krestanska Academie, Prague.
- 1994 : « Abraham et Saraï : la sœur-épouse, ou l'énigme du couple fondateur », dans Claude Coulot (Dir.), CERIT, Exégèse et herméneutique. Comment lire la Bible ?, Cerf, Coll.Lectio divina n°158, p.11-50. (ISBN 2204050687).
- 1994 : « Sagesse biblique et expérience mystique », dans la revue Christus n°162, p.157-166.
- 1994 : « La Bible, livre d'espérance », dans la revue Études n°381, p.69-78.
- 1994 : Articles « La lecture biblique, un exercice », « Dieu chôma le septième jour » dans la revue Cahiers pour croire aujourd'hui n°147 et 153.
- 1994 : A viôlencia na Bíblia (traduction brésilienne de La violence dans la bible) Paulus, Coll. Cadernos bíblicos n°62, São Paulo.
- 1995 : « Élection et universel dans la Bible », dans la revue Études n°382, p.373-384.
- 1995 : « Un parallèle problématique : Rm11 et Ez 16 », dans R. Kuntzmann (Dir.) Ce Dieu qui vient : études sur l'Ancien et le Testament offertes au professeur Bernard Renaud l'occasion de son soixante-cinquième anniversaire, Cerf, Coll. Lectio divina n°159, p.137-155.  (ISBN 2204050830).
- 1995 : « Sagesse de Salomon : de l'argumentation médicale à la résurrection ? », dans J. Trublet (Dir.)La Sagesse biblique de l'Ancien au Nouveau Testament (Congrès ACFEB 1993), Cerf, Coll. Lectio divina n°160, Paris, p.175-186.  (ISBN 2204051535).
- 1995 : « L'Épître aux Hébreux dans l'histoire », « Quelle typologie dans Hébreux ? », dans Chantal Reynier et Bernard Sesboüé (Dir.) Comme une ancre jetée vers l'avenir : Regards sur l'Epître aux hébreux, Atelier de théologie du Centre Sèvres, Médiasèvres, Paris.  (ISBN 290038835X) rectifié (ISBN 29003883510) édité erroné (BNF 35797867)

### 1996 - 2000
- 1996 : « Les catégories en œuvre dans la rencontre du judaïsme et du christianisme », dans Philippe Lécrivain, Christoph Theobald et Yves Tourenne (Dir.) L'Unique et ses témoins : judaïsme, christianisme et islam, histoire et théologie d'une rencontre : session de rentrée du 1er cycle du Centre Sèvres, 18-29 septembre 1995, Médiasèvres, Paris, p.29-46.  (ISBN 2900388392)
- 1996 : Articles « Abraham : au commencement était le pluriel », « Abraham, la vie, la mort », « Abraham, ligature et dénouement », « Moïse entre deux peuples » dans la revue Cahiers pour croire aujourd'hui.
- 1996 : « Persona, elezione e universalità nella Bibbia », dans Virgilio Melchiorre (Dir.) L' idea di persona, Vita e Pensiero, Coll. Pubblicazioni del Centro di ricerche di metafisica. Sezione di metafisica e storia della metafisica n°16, Milan, p.33-50. Broché :  (ISBN 8834303865) ; relié :  (ISBN 8834303873)
- 1996 : « Remerciements », dans Paul Ricœur, Hommage à Paul Beauchamp, Médiasèvres, Coll. Travaux et conférences du Centre Sèvres, Paris, p.39-45.  (ISBN 2900388384)
- 1997 : « Saint Paul et l'Ancien Testament : loi et foi », dans Camille Focant (Dir.), La Loi dans L'un et l'autre Testament, Cerf, Coll. Lectio divina n°168, Paris, p.110- 139.  (ISBN 2204056448)
- 1997 : « Un éclairage biblique sur l'éthique », dans la revue Études, p.359-369.
- 1997 : « E fu sera e fu matutina » (Gn 1,1 - 2,4a), dans Il tempo, EDB (éd. Dehoniane à Bologne), Coll. Parola, spirito e vita. Quaderni di lettura biblica (Communità di Bose), n° 36, p. 25-36.
- 1997 : Articles « Moïse le voyant », « Moïse à la place de Dieu », « Moïse dans le péché des siens », « Moïse et le Pharaon », «Jésus, la foule, le peuple », dans la revue Cahiers pour croire aujourd'hui.
- 1998 : Articles « Accomplissement des Écritures », « Ame - cœur - corps », section C, « Biblique (théologie) », « Création », section A, « Dieu », section A. 1, « Enfer », section A, « Esprit Saint », section A. I., « Miracle », section A, « Sagesse », section A, « Sens de l'Écriture », « Violence », dans Jean-Yves Lacoste (Dir.), Dictionnaire critique de théologie, Presses Universitaires de France.  (ISBN 2130488250). Réédition même éd. dans la Coll. Quadrige, 2002.  (ISBN 2130529046)
- 1998 : Articles « Le temps d'un peuple et l'histoire du temps », « 2 Rois 2-13 : Élisée », « Le prophète Osée », « Isaïe », «Jérémie et la fin des rois », «Jérémie et Moïse », «Jérémie vers l'avenir », « Ézéchiel », « Un regard de foi sur le peuple juif», « Un inconnu "le Serviteur" », « Néhémie », « Esther », «Jonas », «Job le lépreux», dans la revue Cahiers pour croire aujourd'hui.
- 1998 : « E possibile una teologia biblica ? », dans La Revelazione attestata. La Bibbia fra Testo e Teologia. Raccolta in onore del Cardinale Martini, Glossa, Milano, p. 319-334.
- 1998 : « Un livre, deux communautés », dans Procès de Jésus, procès des Juifs A. Marchadour (Dir.), Cerf, Paris, p. 15-27.
- 1998 : « Rien n'a fini de s'arracher au chaos », 14 mars 1998, paru dans le catalogue du peintre Guy Le Meaux, édité à l'occasion d'une série d'expositions en Bretagne en 2004.
- 1999 : D'une montagne à l'autre LA LOI DE DIEU, Seuil, Paris.  (ISBN 2020366878).
- 1999 : « La violence dans la Bible » dans la revue Études.
- 1999 : « Pourquoi parler de David comme d'un vivant ? » dans L. Desrousseaux & J. Vermeylen (Dir.), Figures de David à travers la Bible, ACFEB, Cerf, Coll. « Lectio divina » n°177, Paris, p. 225-242.
- 1999 : « Sagesse de Salomon et repas rituel », dans M. Quesnel, Y.-M. Blanchard, C. Tassin. (Dir.), Nourriture el repas dans les milieux juifs et chrétiens de l'antiquité. Mélanges offerts au Professeur Charles Perrot, Cerf, Coll. « Lectio divina » n° 178, Paris, p. 41-54.
- 1999 : « La lettre à la divinité ou le psaume comme ex-voto. Des sefârim de Is 37,14 (2 R 19,14) au « miketâv » de Is 38,9 », dans L. Panier (Dir.), Les lettres dans la Bible et dans la littérature, CADIR, Cerf, « Lectio divina » n° 181, Paris, p. 105-120.  (ISBN 220406274X)
- 1999 : Préface pour Françoise-Claire Legrand & Matthieu Saulière, Arros baroque, Siloë, Tournay.  (ISBN 2913781020)
- 1999 : Salmer - nat og dag (trad. Danoise de Psaumes Nuit et Jour, Par E. Christiansen), ANIS, Frederiksberg.  (ISBN 87-7457-221-0)
- 1999 : « La personificazione della Sapienza in Proverbi 8, 22-31 : genesi e orientamento », dans G. Bellia, A. Passaro (Dir.), Libro dei Proverbi. Tradizione, redazione, teologia, Piemme, Casale Monferrato (Alessandria), p. 191-210.  (ISBN 8838443777)
- 1999 : Traduction russe de « Saint Paul et l'Ancien Testament : Loi et Foi », (1997), dans Stranitswi (St. Andrews College), Moscou, p. 163-182.
- 1999 : « Nouveauté de l'Esprit », dans Au présent de l'Esprit (colloque du Centre Sèvres, 16 et 17 octobre 1998), Médiasèvres, Paris, p. 17-23. (ISBN 2-900388-49-10) édité erroné (BNF 37177047)
- 2000 : Cinquante Portraits Bibliques, Éditions du Seuil, Paris, 264 p., Dessins de Pierre Grassignoux. Reprise partielle d'articles paru dans la revue Croire aujourd'hui.  (ISBN 2020395525).
- 2000 : « L'interrogation de l'exégèse » dans le colloque Francis Jacques, revue Transversalités de l'Institut Catholique de Paris, n° 73, p. 85-96 (colloque Francis.Jacques).
- 2000 : « Le récit biblique : l'herméneutique et le choix éthique de liberté » dans H. H. Adriaanse & Rainer Enskat (Dir.), Fremdheit und vertrautheit. Hermeneutik im europaïschen Kontext, Peeters, Leuven, p. 253-258.  (ISBN 90-429-0713-4)
- 2000 : Art. « Lecture christique de l'Ancien Testament » dans la revue Biblica, p. 105-115.
- 2000 : « La typologie dans l'Évangile de Jean » et « Remarques additives sur l'antijudaïsme » dans Radici dell' antigiudaismo in ambiente cristiano. Colloquio Intra-Ecclesiale, Atti del simposio teologico-storico, Città del Vaticano, 30 ottobre-1er novembre 1997, Libreria editrice vaticana, Coll. « Atti e documenti / Pontificio comitato di scienze storiche », Città del Vaticano, p. 95-109 & 110- 126.  (ISBN 88-209-2798-5)
- 2000 : « Lettre à M. le Rabbin Krygier », dans Sens. Juifs et chrétiens dans le monde d'aujourd'hui, n° 11, p. 498-500 (lettre publiée dans la revue sur un souhait du destinataire, avec l'accord de P. Beauchamp).

### 2001
- 2001 : Traduction italienne de l'Un et l'autre Testament vol.2 (1990), L'Uno e l'altro Testamento. 2. Compiere le Scritture, Glossa, Coll. « Biblica » n°1, Milano, 2001 (« Selezione bibliografica 1962-2000 », p. 47l-482).  (ISBN 88-7105-122-X)
- 2001 : Il libro e l'uomo. Colloquio con P. Beauchamp, intervista e note a cura di Ebe Faini Gatteschi, Glossa, Milano.  (ISBN 88-7105-133-5)
- 2001 : Testament biblique - Recueil d'articles parus dans Études, Préface de Paul Ricœur, Bayard, Paris.  (ISBN 2227470348). Publication posthume.

## Sources
- Gérard Reynal (dir.) Dictionnaire des théologiens et de la théologie chrétienne, Bayard Éditions / Centurion, Paris, 1998.  (ISBN 222735528X).
- Jusqu'en 1995, il existe une bibliographie dans Ouvrir les Écritures. Mélanges offerts à Paul Beauchamp, à l'occasion de ses soixante-dix ans, Pietro Bovati & Roland Meynet (dir.), Cerf, Coll. Lectio divina n° 162, Paris, 1995, p. 9-20.  (ISBN 2204052310).